# Gianadelio Maletti
Gianadelio Maletti (Milano, 30 settembre 1921 – Johannesburg, 9 giugno 2021) è stato un generale e agente segreto italiano naturalizzato sudafricano, ex capo del reparto D (controspionaggio) del SID.

## Biografia
Discendente da una famiglia di generali piemontesi, figlio di uno tra i principali responsabili del massacro di Debra Libanòs, Pietro Maletti, caduto in Nordafrica il 9 dicembre 1940, intraprese la carriera militare, divenendo ufficiale dell'Esercito; nel 1967 fu addetto militare dell'ambasciata italiana ad Atene. Il 15 giugno 1971, con il grado di colonnello, venne assegnato al SID, il Servizio segreto italiano, di cui diverrà capo del reparto D (controspionaggio).
Promosso generale e "numero 2" del servizio, entrò presto in rottura con il direttore del SID, il generale Vito Miceli, filo-arabo, mentre Maletti era legato ai servizi israeliani e americani. Un dissidio che proseguì fino all'arresto di Miceli nel luglio 1974. Nell'ottobre 1975 Maletti venne destituito dall'incarico dal ministro della difesa Arnaldo Forlani, ma fu nominato generale di divisione e posto al comando della 21ª Divisione fanteria "Granatieri di Sardegna".
Nel 1980 lasciò l'Italia, rifugiandosi in Sudafrica. Visse in un quartiere residenziale di Johannesburg. 
Morì a Johannesburg quasi centenario il 9 giugno 2021.
A metà marzo 2022 l'editore Mursia pubblicò postumo il suo libro Memoriale. Non solo piazza Fontana, curato dal Concetta Argiolas.

### Procedimenti giudiziari

Marco Pozzan

Il 28 febbraio 1976 Maletti e il capitano Antonio Labruna vennero arrestati con l'accusa di aver cercato di far evadere Giovanni Ventura, e l'accusa di falso ideologico in atto pubblico e favoreggiamento personale nei confronti di Guido Giannettini e Marco Pozzan nell'ambito dell'inchiesta sulla strage di piazza Fontana. Dopo un processo durato due anni, la corte di assise di Catanzaro, il 23 febbraio 1979, condannò Maletti a quattro anni e Labruna a due anni di reclusione per favoreggiamento. Cittadino sudafricano dal 1981, vi risiedette fino alla morte, avvenuta nel giugno 2021. In appello, il 20 marzo 1981, Maletti fu condannato a due anni. Nel 1987 la corte di assise di appello di Bari, dopo il rinvio disposto dalla Cassazione, confermò la condanna in via definitiva.
Nel 2000 dal Sudafrica rilascia un'intervista al quotidiano la Repubblica, in cui parlò del coinvolgimento della CIA nelle stragi compiute dai gruppi di destra: secondo Maletti non sarebbe stata determinante nella scelta dei tempi e degli obiettivi, ma avrebbe fornito a Ordine Nuovo attrezzature ed esplosivo (proveniente dalla Germania), tra cui, in base alle indagini effettuate a suo tempo dal SID, anche quello impiegato nella strage di piazza Fontana. Secondo Maletti lo scopo di questo comportamento era quello di creare un clima favorevole ad un colpo di Stato simile a quello avvenuto nel 1967 in Grecia.
Maletti nell'intervista riferì anche il fatto che al SID, nonostante questo avesse informato il governo di quanto scoperto, non fu mai chiesto di intervenire e che la CIA, tramite infiltrati e collaboratori, fungeva da "collegamento tra diversi gruppi di estrema destra italiani e tedeschi". 
In relazione al “golpe Borghese”, il 27 giugno 1974 consegnò al ministro della difesa, Giulio Andreotti, una selezione di documenti d'accusa prodotti dal suo Reparto a carico dei golpisti. Dalla selezione omise però le carte attinenti al coinvolgimento nel golpe di personaggi della caratura di Licio Gelli e di Giovanni Torrisi. Un'ulteriore scrematura la effettuò assieme allo stesso Andreotti, tanto che i materiali superstiti consegnati alla magistratura il 15 settembre 1974 si ridussero, come ha recentemente sottolineato il giudice Guido Salvini, in «tre esili malloppini». Tali fascicoli servirono comunque all'apertura di un processo contro golpisti ma non furono sufficienti per comprovare giudizialmente la responsabilità degli imputati. Questi, difatti, dopo una prima condanna, risultarono tutti assolti, anche i rei confessi.
Lo storico Fulvio Mazza, avallato dal presidente della Commissione stragi, Giovanni Pellegrino, riassunse nel concetto della "dottrina Maletti" la strategia depistatrice del generale in relazione al golpe Borghese (e non solo). Essa consisteva nel voler salvare i personaggi "vicini" agli apparati dello Stato (nella fattispecie: il capo della P2, Licio Gelli, il capo di stato maggiore della Marina Militare (e poi della Difesa) Giovanni Torrisi, l'ufficiale medico Pietro Cangioli, ecc.) non tanto per la condivisione delle loro azioni, quanto per tutelare il buon nome degli apparati dello Stato stesso.
Grazie ad un salvacondotto rientrò in Italia il 20 marzo 2001 per testimoniare al processo di piazza Fontana, dove ribadì che la politica delle stragi ebbe una matrice internazionale. Alla domanda del perché non avvesse informato la magistratura, rispose: "Fino al 1974 nessuno ci aveva spiegato che dovevamo difendere la Costituzione".

### Iscrizione alla loggia P2
Nel 1981 il suo nome venne trovato nella lista degli affiliati alla P2 (Roma, fasc. 499), anche se Maletti negherà un suo coinvolgimento con la loggia, affermando di aver ricevuto l'invito ad aderirvi da parte di Licio Gelli (che aveva conosciuto nel 1973), ma di averlo rifiutato.